# Josef Jurkanin
Josef Jurkanin, né le 5 mars 1949 à Prague à l'époque en Tchécoslovaquie et aujourd'hui en République tchèque, est un joueur de football tchèque (international tchécoslovaque) qui évoluait au poste d'attaquant.

## Biographie

### Carrière en club
Avec le Sparta Prague, il remporte un titre de champion de Tchécoslovaquie et une Coupe de Tchécoslovaquie.
Il dispute 5 matchs en Coupe d'Europe des clubs champions lors de la saison 1967-1968. Le Sparta atteint les quarts de finale de cette compétition, en étant battu par le club espagnol du Real Madrid.

### Carrière en sélection
Avec l'équipe de Tchécoslovaquie, il joue 12 matchs et inscrit 2 buts entre 1967 et 1975. 
Il joue son premier match en équipe nationale le 18 juin 1967 contre la Turquie dans le cadre des éliminatoires du championnat d'Europe 1968. À cette occasion, il inscrit son premier but en sélection. Il inscrit son second but le 9 mai 1970 en amical face au Luxembourg. Il reçoit sa dernière sélection le 31 mars 1975 en amical contre la Roumanie.
Il figure dans le groupe des sélectionnés lors de la Coupe du monde de 1970. Lors du mondial organisé au Mexique, il joue un match contre la Roumanie.

## Palmarès
| Sparta Prague - Championnat de Tchécoslovaquie (1) : - Champion : 1966-67. - Coupe de Tchécoslovaquie (1) : - Vainqueur : 1971-72. - Finaliste : 1974-75. |  | Union Teplice - Coupe de Tchécoslovaquie : - Finaliste : 1976-77. |